# Strephonota falsistrephon
Espèce
Strephonota falsistrephon est un papillon de la famille des Lycaenidae, de la sous-famille des Theclinae et du genre Strephonota.

## Dénomination
Strephonota falsistrephon a été décrit par Faynel et Brévignon en 2003.

## Description
Strephonota falsistrephon est un petit papillon aux antennes et aux pattes annelées de marron et de blanc avec une très courte et une longue fine queue à chaque aile postérieure.
Le dessus de couleur bleu avec aux ailes antérieures une partie noire ne laissant une plage bleu que le long du bord interne alors que les ailes postérieures ont uniquement une bordure costale noire.
Le revers est beige avec une ligne postdiscale blanche et aux ailes postérieures deux ocelles orange pupillés de noir dont un en position anale.

## Écologie et distribution
Strephonota falsistrephon est présent en Guyane,,.

### Protection
Pas de statut de protection particulier.